# Убийство Умберту Делгаду
Убийство Умберту Делгаду (порт. Assassinato de Humberto Delgado), Операция Осень (порт. Operação Outono) —  политическое убийство лидера португальской демократической оппозиции генерала Делгаду 13 февраля 1965 года. Совершено спецгруппой ПИДЕ — политической полиции Португалии с санкции премьер-министра Антониу Салазара. Убийство устранило популярного оппозиционного лидера, но необратимо подорвало репутацию салазаровского режима.

## Контекст
С конца 1950-х годов в Португалии осложнилась внутриполитическая ситуация. Послевоенная либерализация, особенно заметная в периоды избирательных кампаний, дестабилизировала авторитарный режим Нового государства. Дополнительную дестабилизацию внесло начало колониальной войны в 1961 году. На недовольство и протесты власти отвечали усилением репрессий тайной политической полиции ПИДЕ, ужесточением административного контроля и идеологической риторики.
Тревожным сигналом для правительства Антониу ди Оливейры Салазара стали президентские выборы 1958 года. Лишь административное давление и фальсификации предотвратили победу оппозиционного кандидата Умберту Делгаду. Было объявлено об избрании правительственного кандидата Америку Томаша, однако в стране широко распространилась уверенность в произведённых подтасовках. С 1960 года правительство отменило прямые выборы президента, передав их в компетенцию контролируемого парламента.
Генерал Делгаду обладал широкой популярностью в стране. В прошлом ультраправый и убеждённый салазарист, он резко изменил политическую ориентацию после пребывания в США. Делгаду выступал за радикальную демократизацию политической системы и европейский путь развития Португалии, создавал демократическую оппозиционную коалицию. Активный антикоммунист, в ходе предвыборной кампании он пошёл на альянс с ПКП. Перед президентскими выборами Делгаду открыто заявил о намерении отстранить диктатора Антониу Салазара с поста премьер-министра — право назначать и увольнять главу правительства было одной из немногих реальных властных функций президента, в остальном президентский пост в Новом государстве был чисто церемониальным. После выборов Делгаду был принуждён к эмиграции, жил в Бразилии, затем в Алжире и Италии. Основал в Риме Португальский фронт национального освобождения. Делгаду сохранил в Португалии большое количество сторонников.
Особую тревогу салазаристов вызывал авторитет генерала в вооружённых силах Португалии. При этом Делгаду, убедившись в невозможности сменить режим через победу на выборах (административные рычаги правительства гарантировали избрание выдвинутого властями кандидата), выступал за отстранение Салазара путём военного переворота. Такого рода попытка была предпринята в апреле 1961 года министром обороны Жулиу Ботелью Монишем, но не встретила поддержки армейского командования.
Умберту Делгаду не располагал в Португалии организованной политической структурой. Его сторонники были разрозненны и вряд ли способны на свержение режима. Но на 1965 год в Португалии были назначены парламентские и президентские выборы. В таком контексте «проблема Делгаду» рассматривалась как серьёзная. В руководстве ПИДЕ вызрело решение о его устранении, политическом либо физическом. С 1962 года была принята установка «аннигилировать Делгаду, независимо от того, какие средства для этого придётся применить».

## Решение
Авторство плана принадлежало заместителю директора ПИДЕ Барбьери Кардозу. Директор Фернанду Силва Паиш согласился с ним и внёс соответствующее предложение премьер-министру в декабре 1963. Салазар дал согласие на акцию, которая получила в ПИДЕ кодовое название Operação Outono — Операция Осень.
Для этой цели в ПИДЕ была сформирована специальная бригада. В неё вошли
- Антониу Роза Казаку, старший инспектор ПИДЕ, руководитель группы
- Эрнешту Лопеш Рамуш, инспектор ПИДЕ
- Казимиру Монтейру, агент ПИДЕ
- Агостиньо Тиенза, агент ПИДЕ

Старший инспектор Роза Казаку считался одним из лучших сотрудников ПИДЕ. Одно время он состоял в охране Салазара и был его доверенным лицом. Особое значение имели его давние оперативные связи с испанскими коллегами. Инспектор Лопеш Рамуш, прошедший стажировку в ЦРУ, был известен по службе как «опытный и бесстрашный оперативник». Агент Тиенза, квалифицированный профессионал-исполнитель, был штатным водителем Роза Казаку. Агент Монтейру — в прошлом уголовный преступник, грабитель и убийца (такой «бэкграунд» вообще-то не приветствовался в ПИДЕ) — был специально выведен из-под уголовного преследования и распоряжением Кардозу зачислен в тайную полицию для наиболее жёстких операций с криминальным уклоном.
На уровне руководства ПИДЕ «Операцию Осень» курировал Барбьери Кардозу. Его помощником являлся начальник информационной службы ПИДЕ Алвару Перейра ди Карвалью. Общее руководство осуществлял директор ПИДЕ Фернанду Силва Паиш. Политическое решение восходило к премьер-министру Антониу Салазару.
Установка на убийство прямо не озвучивалась.

Политический, идеологический и даже психологический профиль премьер-министра полностью противоречил бессудной казни. Это был не его стиль. Делгаду к тому времени перестал быть непосредственной угрозой, и его убийство свидетельствовало о низком интеллекте, непрактичности, отсутствии здравого смысла — что тоже никак не соответствует образу Антониу ди Оливейра Салазара.

Впоследствии Роза Казаку утверждал, будто целью «Операции Осень» являлся захват Делгаду и доставка его в Португалию — причём именовалось это не похищением, а «арестом за антигосударственную деятельность». Но по ряду признаков можно предположить, что вариант физической ликвидации изначально рассматривался как допустимый в зависимости от обстоятельств.

## Подготовка
Барбьери Кардозу курировал связи ПИДЕ в европейском ультраправом движении. К сопровождению «Операции Осень», наблюдению за Умберту Делгаду и его передвижениями были привлечены итальянские, французские и испанские активисты Aginter Press. Европейские неофашисты считали режим Салазара своей цитаделью (штаб-квартира Aginter Press располагалась в Лиссабоне) и с готовностью подключились к операции по устранению его главного противника. Проводимая португальской спецслужбой «Операция Осень» превращалась в элемент международной антикоммунистической системы Гладио.
Ключевыми фигурами этого направления стали итальянские неофашисты — врач Эрнесто Бизоньо (контролировал наблюдение за Делгаду во время его лечения в клинике) и армейский офицер Паскуале Паскулино (работавший на ПИДЕ в качестве переводчика). В Риме проживал гражданин Португалии Мариу Алешандри ди Карвалью, считавшийся оппозиционером и политэмигрантом. Он имел доступ к Умберту Делгаду и пользовался его доверием. Бизоньо и Паскулино взялись за его обработку. Для руководства на месте в Рим несколько раз выезжали Барбьери Кардозу, Алвару Перейра ди Карвалью и Антониу Роза Казаку.
Совместными усилиями они перевербовали Алешандри ди Карвалью и стали выплачивать ему ежемесячное содержание (деньги поступали от банкира Жорже Фаринья Пиану, делового партнёра Роза Казаку). Донесения в ПИДЕ он подписывал псевдонимом Оливейра. Через него Делгаду было передано, будто некий «полковник португальской армии» готов к решительным действиям против Салазара, но нуждается в предварительном согласовании с генералом-лидером. Такая легенда имела больше шансов на успех, поскольку полностью совпадала с представлениями самого Делгаду.
27 декабря 1964 года Роза Казаку и Лопеш Рамуш прибыли в Париж. Там Алешандри ди Карвалью организовал встречу Умберту Делгаду и его помощника Эмидиу Гуэррейру с Лопешем Рамушем — (под именем Эдуарду ди Каштру Соза) — как представителем «полковника-оппозиционера» (эту роль играл Роза Казаку). Была согласована встреча с «полковником».
Место встречи было предложено в Испании. Это могло вызвать серьёзные подозрения, поскольку салазаровские власти поддерживали дружественные отношения с франкистским режимом, ПИДЕ тесно сотрудничала с испанскими спецслужбами. Однако легенда о «полковнике» снимала и эту сложность: приезд португальского офицера в Испанию был вполне мотивирован, тогда как поездка в другую европейскую страну, где находился бы Делгаду, выглядела демаскировкой. Несмотря на предупреждения об опасности, Делгаду решил ехать на встречу.

## Исполнение
Предварительным местом встречи был избран испанский пограничный город Бадахос. 12 февраля 1965 года бригада Роза Казаку на двух машинах выехала из Лиссабона в направлении португало-испанской границы. Роза Казаку и Лопеш Рамуш ехали на Renault Caravelle номер IA-65-40, Монтейру и Тиенза — на Opel номер EI-44-39. Все они изменили внешность и имели поддельные документы: Роза Казаку — на имя гватемальца Роберто Вирриты Барраля, Лопеш Рамуш — португальца Эрнешту ди Каштру Созы, Тиенза — испанца Фелипе Гарсиа Товареса, Монтейру — джерсийца Вашдео Кундаумала Нилпури. На погранпосту Сан-Леонарду их спецгруппу пропустил начальник местной погранслужбы агент ПИДЕ Антониу Семеду, посвящённый в план операции.
Испанская полиция имела формальные основания запретить Делгаду въезд или задержать на своей территории. Ни того, ни другого сделано не было — существуют предположения, что по согласованию с ПИДЕ.
Утром 13 февраля на железнодорожном вокзале с Умберту Делгаду встретился Лопеш Рамуш — «Эрнешту ди Каштру Соза». Встречу с «полковником» согласовали через несколько часов на дороге близ соседней Оливенсы. Там, на поляне за холмом, Делгаду дожидались готовые к действию Роза Казаку, Тиенза и Монтейру.
13 февраля 1965 около трёх часов дня в условленном месте появился автомобиль Лопеша Рамуша. Вместе с ним в салоне находился Умберту Делгаду и — что было совершенно не предусмотрено планом — секретарь генерала бразильянка Аражарир ди Кампуш. Группа быстро сориентировалась по обстоятельствам — свидетельницу решили не оставлять в живых. Соответственно, резко снизились шансы на выживание у самого генерала.
Умберту Делгаду и Антониу Роза Казаку вышли из автомобилей и двинулись навстречу друг другу. Но быстрее к Делгаду подошёл Монтейру (безоружный генерал ничего не подозревал).

Делгаду заметил, что к нему идёт человек огромного роста в белом плаще. По его внешности было понятно: это не офицер португальской армии. Последним, что Делгаду увидел в жизни, стал человек, который его застрелил — Казимиру Монтейру.

Из пистолета Walther P38 Монтейру несколько раз выстрелил Делгаду в голову. Смерть наступила практически мгновенно.
Детали дальнейшего доподлинно неизвестны. Последующие показания участников событий сильно расходятся между собой. Роза Казаку говорил, что, услышав пронзительный женский крик, он отдал распоряжение: «Заткните женщину!» Убийцей Аражарир ди Кампуш также считается Казимиру Монтейру, но по другой версии её задушил Агостиньо Тиенза.
Трупы были брошены в багажник, машины тронулись. Лопеш Рамуш, которому принадлежал один из автомобилей, нервно требовал от Тиензы, чтобы он аккуратнее вёл и не повредил машину. Группа остановилась в нескольких километрах от Вильянуэва-дель-Фресно. Там трупы были закопаны в придорожной канаве. Роза Казаку отмечал, что в багажнике машины Монтейру оказались (якобы неожиданно для руководителя группы) лопаты, кислота и известь — несмотря на план «ареста», всё было подготовлено к сокрытию следов убийства.
Ночь убийцы провели в Арасене. Оттуда Роза Казаку позвонил в Лиссабон и передал Перейре ди Карвалью условную фразу отчёта. 14 февраля группа вернулась в Португалию через Вила-Верде-де-Фикалью. «Операция Осень» завершилась.

## Последствия
Трупы Умберту Делгаду и Аражарир ди Кампуш обнаружил испанский крестьянин 24 апреля 1965. Это вызвало дипломатический скандал — власти Испании вынуждены были протестовать. Правительству Португалии и руководству ПИДЕ пришлось давать испанским коллегам официальные объяснения — формальные и весьма невразумительные. Антониу Роза Казаку был подвергнут в Мадриде многочасовому допросу.

Если «Операция Осень» была направлена на арест Умберту Делгаду, то ПИДЕ полностью провалила свою миссию. Если задача состояла в физическом уничтожении, то операция была проведена неудачно, учитывая обнаружение следов преступления в испанской земле.

Португальская оппозиция первоначально была шокирована гибелью Умберту Делгаду (на что, по всей вероятности, и строился расчёт организаторов). Парламентские и президентские выборы 1965 года прошли без больших сложностей для режима. Однако убийство Делгаду вызвало взрыв общественного негодования и в перспективе усилила влияние наиболее непримиримых противников «Нового государства» — в том числе в армии. Волна протестов прокатилась по Западной Европе и США, где Умберту Делгаду пользовался большой популярностью.
Правительство Салазара и руководство ПИДЕ попытались представить дело так, что убийство Делгаду стало результатом внутренних конфликтов португальской оппозиции. Однако такая «версия» смотрелась совершенно неправдоподобно. Суть происшедшего сразу оказалась ясна. Большую роль в информировании международной общественности и формулировании правовой оценки сыграл оппозиционный адвокат Мариу Соареш, будущий основатель Социалистической партии, премьер-министр и президент послереволюционной Португалии.
Имидж «Нового государства» и лично Антониу Салазара оказался необратимо подорван. Салазаровская спецслужба окончательно стала восприниматься как криминально-фашистская структура. Существуют свидетельства о недовольстве, которое премьер-министр в этой связи высказывал директору ПИДЕ. Фернанду Силва Паиш также возмущался результатами «Операции Осень». Позитивно оценивал их лишь Барбьери Кардозу — личность крайне идеологизированная, ставивший расправу с видным противником режима выше любых политических издержек.
Тем не менее, никто из организаторов и исполнителей не подвергся каким-либо взысканиям. Более того, все они получили те или иные поощрения и служебные повышения. Алвару Перейра ди Карвалью стал заместителем директора ПИДЕ, Антониу Роза Казаку — начальником информационной службы. Эрнешту Лопеш Рамуш с повышением отправился в Анголу (через некоторое время он оставил службу и стал преуспевающим адвокатом). Агостиньо Тиенза был повышен в должности до инспектора, Казимиру Монтейру — до заместителя инспектора и направлен со спецмиссией в Мозамбик (там он участвовал в убийстве лидера антиколониального движения ФРЕЛИМО Эдуарду Мондлане). Мариу Алешандри ди Карвалью продолжал получать солидные ежемесячные выплаты (в общей сложности за период 1964—1974 он получил более 1,3 млн долларов).

Преступники не были наказаны. Они привыкли, что их ошибки и злоупотребления не ведут к тяжким последствиям для них. ПИДЕ обладала на практике большей автономией, чем в официальном порядке. Премьер-министр же был безразличен к гибели противников.

Наиболее подробную информацию об убийстве Умберту Делгаду впоследствии — уже в конце 1970-х — давал Антониу Роза Казаку. Он высказывался в таком плане, что убийство Делгаду не имело смысла — за ним не было сильной организации, сам он тяжело болел. Роза Казаку старался максимально выгородить себя, возложив вину на «руководящую тройку» ПИДЕ — Силва Паиша, Кардозу, Перейру ди Карвалью. Но при этом он предоставил большой фактический материал о событии.

## Неясности
Многочисленные вопросы, связанные с убийством Делгаду, сохраняются по сей день. Главный из них: что было целью операции — захват или убийство? Некоторые исследователи допускают, что разные руководители ПИДЕ по-разному ставили задачу исполнителям. С этой точки зрения, Роза Казаку и Лопеш Рамуш ехали в Испанию для похищения генерала по заданию Перейры ди Карвалью. В то же время Монтейру и, возможно, Тиенза изначально ориентировались на убийство — по заданию Кардозу, который проводил собственную линию (эту версию косвенно подтверждают особые отношения между Монтейру и Кардозу). Такой подход объясняет последующее недоумение и раздражение Роза Казаку.
Не вполне понятно, в чём заключался выигрыш режима при любом исходе операции. Захват, арест и заключение Делгаду в Португалии создали бы ему статус узника совести, усилили бы симпатии к нему, вызвали бы сильные протесты в мире. Убийство могло дать эффект только при условии бесследного исчезновения, добиться которого не удалось. Хотя и в случае удачи ответственность неминуемо возлагалась бы на ПИДЕ и правительство Салазара.
Впоследствии участники операции говорили, что при её планировании ставилась задача исключить Делгаду из политической борьбы. Возможные побочные последствия при этом рассматривались как малозначимые.

## Суд
25 апреля 1974 года Революция гвоздик свергла режим Марселу Каэтану, преемника Антониу Салазара. Сбылся прогноз генерала Делгаду — режим пал в результате военного переворота. В тот же день начались аресты сотрудников ПИДЕ (некоторые из них оказывали вооружённое сопротивление).
В заключении оказались трое участников «Операции Осень» — Фернанду Силва Паиш, Алвару Перейра ди Карвалью, Агостиньо Тиенза. Барбьери Кардозу избежал ареста, поскольку в день переворота находился в зарубежной командировке (в эмиграции он создал ультраправую Армию освобождения Португалии и активно участвовал в вооружённой борьбе против компартии и левых сил). Казимиру Монтейру укрылся в экстерриториальном посольстве ЮАР. Антониу Роза Казаку и Эрнешту Лопеш Рамуш сумели бежать в Испанию и оттуда перебрались в Бразилию.
9 октября 1978 начались заседания суда над группой сотрудников ПИДЕ. Главное из предъявленных обвинений состояло в организации и совершении убийства Умберту Делгаду и Аражарир ди Кампуш. Обвинялись семь человек: Фернанду Силва Паиш, Барбьери Кардозу, Алвару Перейра ди Карвалью, Антониу Роза Казаку, Эрнешту Лопеш Рамуш, Агостиньо Тиенза, Казимиру Монтейру. Только трое из них — Силва Паиш, Перейра ди Карвалью, Тиенза — находились на скамье подсудимых. Дела в отношении остальных рассматривались заочно.
Никто из подсудимых виновным себя не признавал. Силва Паиш отказывался признавать правомочность процесса. Линия защиты строилась на том, что обвиняемые выполняли служебное задание, связанное с арестом Делгаду, и якобы не ставили целью преднамеренное убийство.
Приговор был вынесен 27 июля 1981 года. К тому времени у власти в Португалии находился правоцентристский Демократический альянс. Суд признал убийство Делгаду не актом политического террора, а злоупотреблением властью в рамках выполнения служебного полицейского задания. Такая квалификация значительно изменяла общий состав обвинения и степень виновности каждого из подсудимых.
Фернанду Силва Паиш умер в тюрьме до вынесения приговора, дело в его отношении было прекращено за смертью обвиняемого.
Казимиру Монтейру был признан виновным в непосредственном совершении убийств Умберту Делгаду и Аражарир ди Кампуш. Он получил самый суровый приговор: 19 лет 8 месяцев тюремного заключения. Отбывать этот срок Монтейру не пришлось, поскольку он сумел перебраться в ЮАР, где и умер в 1993 году.
Антониу Роза Казаку был признан виновным в злоупотреблении служебным положением, незаконных действиях при пересечении границы и подделке документов. Он был приговорён к 8 годам тюремного заключения. Срок он также не отбывал, проживая в Бразилии. В 2001 году приговор был отменён за давностью лет, в 2002 Роза Казаку вернулся в Португалию. Скончался в 2006 году.
Барбьери Кардозу был признан виновным в ряде служебных подлогов и приговорён к 4 годам тюремного заключения. Вскоре он был амнистирован и вернулся в Португалию. Скончался в 1985 году.
Эрнешту Лопеш Рамуш и Агостиньо Тиенза были признаны виновными в использовании поддельных удостоверений личности. Лопеш Рамуш получил 1 год 10 месяцев тюрьмы, Тиенза — 1 год 2 месяца. Первый не отбывал срок, проживая в Бразилии, второй освободился после отбытия наказания.
Алвару Перейра ди Карвалью был полностью оправдан.
Приговоры были утверждены Верховным судом Португалии 8 июля 1982 года.

## Кино
В 2012 году португальский режиссёр Бруно ди Алмейда поставил политический триллер Operação Outono — Операция Осень об убийстве Умберту Делгаду. Фильм основан на книге Фредерику Делгаду Розы (внук генерала) Humberto Delgado, Biografia do General Sem Medo — Умберту Делгаду, биография Бесстрашного Генерала. Картина отражает позицию левых сил и Делгаду-младшего, считающих убийство генерала политической расправой, а судебное решение 1981 года — фарсом.